# 社交

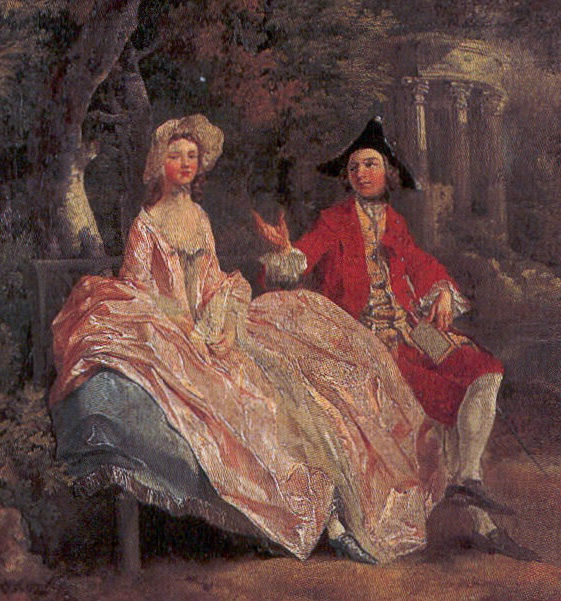
Conversation in a Park by Thomas Gainsborough, 1745

社会交往，简称社交，是包含人類在內等有生命的有機體與他們所意識到的其他生物（包含有生命的有機體同類）產生互動與交流，無論此互動來往是志願或非志願的。